# Franse Kerk (Amsterdam)

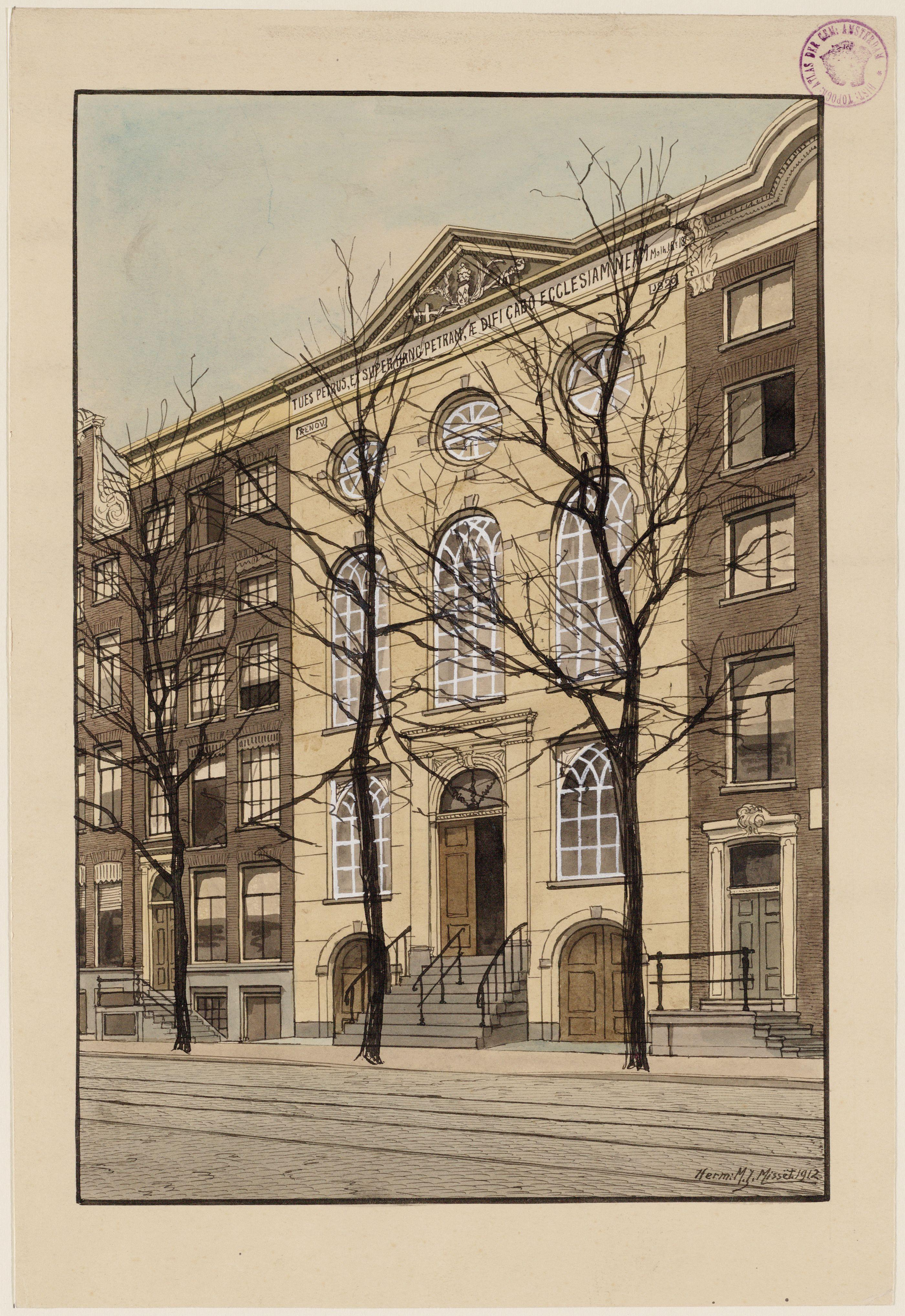
Voorgevel van de Franse Kerk rond 1890. Tekening van Johan Conrad Greive jr.

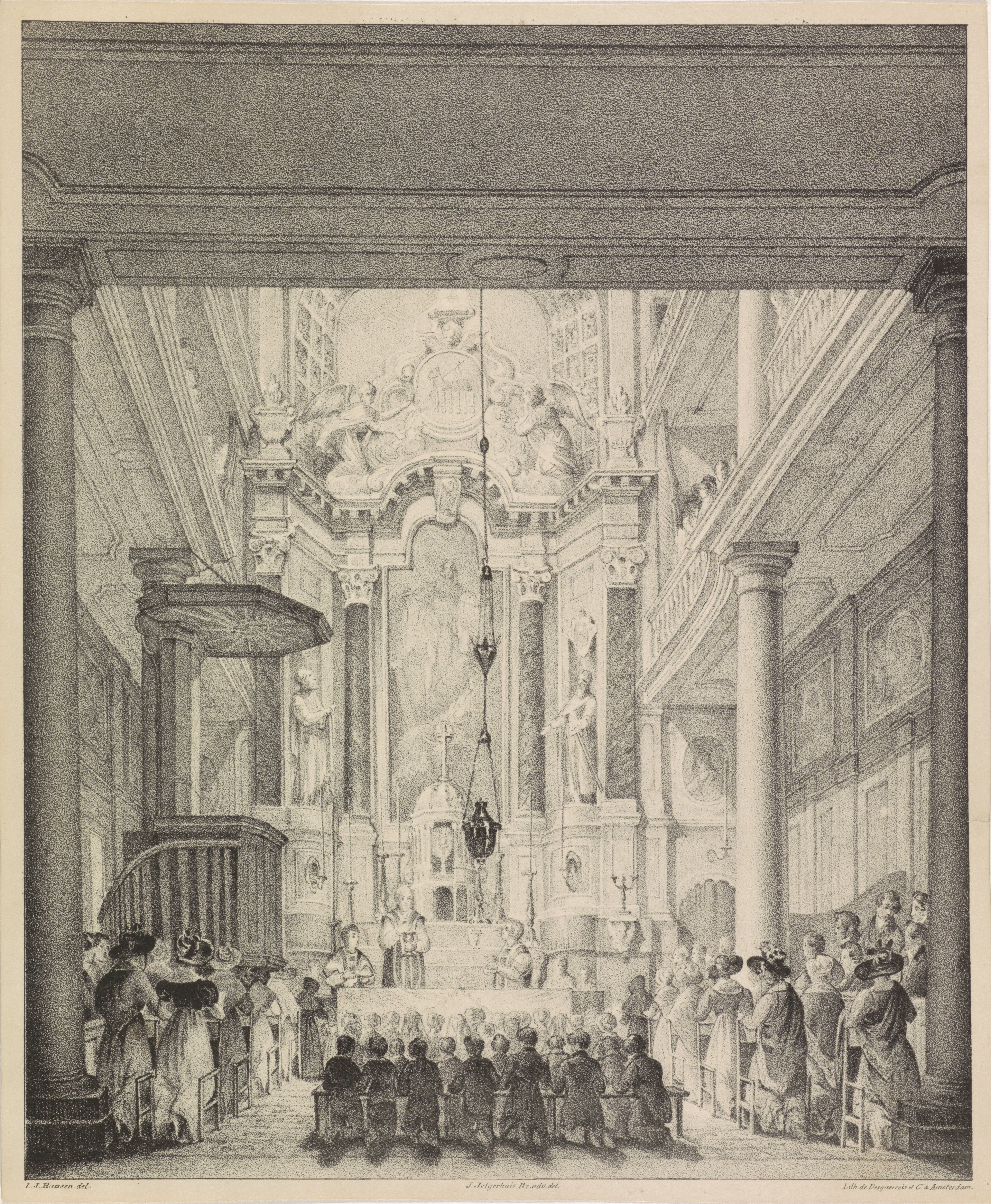
Interieur van de Franse Kerk rond 1830. Litho van Lambertus Johannes Hansen.

De Franse Kerk was een rooms-katholieke parochiekerk aan de Nieuwezijds Voorburgwal in Amsterdam, in de nabijheid van het Spui, op het huidige huisnummer 312. De kerk was gewijd aan de heiligen Petrus en Paulus.
De in 1662 door uit Frankrijk afkomstige paters uit de orde van de Ongeschoeide Karmelieten gestichte statie betrok eerst een kapel in een huis aan het Rokin. Nog hetzelfde jaar werd in twee huizen aan de toenmalige Bloemmarkt een huiskerk met galerijen ingericht, die rond 1730 werd herbouwd, en in 1820 door pastoor Alexander Rousseau van een nieuwe voorgevel werd voorzien. De statie werd toen al geleid door wereldheren, sinds de Karmelieten in 1806 waren vertrokken. Na het herstel van de bisschoppelijke hiërarchie in Nederland werd de statie tot parochie verheven, waarbij de nabijgelegen kerk De Papegaai, aan St.Jozef gewijd, als bijkerk ging fungeren.
In 1911 werd de Franse Kerk wegens het teruglopen van de bevolking in de binnenstad gesloten en het jaar daarop gesloopt. Het patrocinium ging toen over op De Papegaai, die tot parochiekerk werd verheven.